# Цевирлеу
Цевирлеу (рум. Țăvârlău) — село у повіті Телеорман в Румунії. Входить до складу комуни Поєнь.
Село розташоване на відстані 60 км на захід від Бухареста, 54 км на північ від Александрії, 121 км на схід від Крайови, 135 км на південь від Брашова.

## Населення
За даними перепису населення 2002 року у селі проживали 75 осіб, усі — румуни. Усі жителі села рідною мовою назвали румунську.